# Xã Montgomery, Quận Gibson, Indiana
Xã Montgomery (tiếng Anh: Montgomery Township) là một xã thuộc quận Gibson, tiểu bang Indiana, Hoa Kỳ. Năm 2010, dân số của xã này là 3.996 người.